# Теорема Римана об условно сходящихся рядах
Теорема Римана об условно сходящихся рядах — теорема в математическом анализе, которая утверждает, что, переставляя члены произвольного  условно сходящегося ряда, можно получить произвольное значение. Этот факт показывает разницу между условной сходимостью и абсолютной сходимостью: если ряд сходится абсолютно, то он будет сходиться к одному и тому же значению вне зависимости от перестановки его элементов (см. Теорема о перестановке ряда). 

## Формулировка
Пусть дан числовой ряд, который сходится условно, тогда для произвольного числа можно так поменять порядок элементов ряда, что сумма нового ряда станет равна этому числу. Более того, можно так переставить элементы ряда, чтобы сумма ряда стремилась к {\displaystyle +\infty } или к {\displaystyle -\infty } или же вовсе не стремилась ни к какому пределу, конечному или бесконечному.

## Доказательство
Составим ряд из положительных элементов ряда {\displaystyle A} и обозначим его {\displaystyle P}, а элементы ряда {\displaystyle P} обозначим {\displaystyle P_{i}(i=1,...,\infty )}. Соответственно, ряд из модулей отрицательных элементов {\displaystyle A} обозначим {\displaystyle Q}. Следовательно, ряд {\displaystyle A} можно представить как
{\displaystyle A=P-Q}.
Исходя из свойств условно сходящихся рядов, {\displaystyle P} и {\displaystyle Q} — расходятся, а исходя из свойств остатка ряда, все остатки {\displaystyle P} и {\displaystyle Q} — расходятся {\displaystyle \Rightarrow } в каждом из этих рядов, начиная с любого места, можно набрать столько членов, чтобы их сумма превзошла любое число.
Пользуясь этим, произведём перестановку членов ряда {\displaystyle A}.
Сначала возьмём столько положительных членов ряда (не меняя их порядок), чтобы их сумма превзошла {\displaystyle S}:
{\displaystyle p_{1}+p_{2}+...+p_{k}>S}.
За ними запишем столько отрицательных членов ряда (не меняя их порядок), чтобы общая сумма была меньше {\displaystyle S}:
{\displaystyle p_{1}+p_{2}+...+p_{k}-q_{1}-q_{2}-...-q_{m}<S}.
Этот процесс мысленно продолжаем до бесконечности. Таким образом все члены ряда {\displaystyle A} встретятся в новом ряду. Если всякий раз, выписывая члены {\displaystyle p} и {\displaystyle q}, набирать их не больше, чем требуется для неравенства, то разница между частичной суммой нового ряда и {\displaystyle S} по модулю не превзойдет последнего написанного члена. Поскольку из свойств условно сходящихся рядов
{\displaystyle \lim _{k\to \infty }p_{k}=0} и {\displaystyle \lim _{m\to \infty }q_{m}=0}, то новый ряд сходится к {\displaystyle S}. ■